# Šalehar
Šalehar je priimek več znanih oseb:
- Andrej Šalehar (* 1939), zootehnik, univ. profesor
- Dušan Šalehar Kegl, računalnikar
- Matevž Šalehar - Hamo (* 1976), glasbenik (pevec, basist, kitarist...)
- Miha Šalehar (* 1974), televizijski in radijski voditelj, kolumnist
- Romana Šalehar (* 1969), igralka
- Sonja Šalehar, novinarka